# Herzogtum Nemours
Das Herzogtum Nemours war ein erbliches französisches Herzogtum (duché-pairie), das 1404 für Karl III. d’Évreux errichtet wurde.

Provinzen Frankreichs (1477). Das Herzogtum Nemours südöstlich von Paris in Grün.

Im 12. und 13. Jahrhundert war die Seigneurie Nemours im Besitz des Hauses Villebon, deren Mitglied Gauthier III. de Nemours 1257 Marschall von Frankreich wurde. Die Herrschaft wurde 1274 und 1276 von Jean und Philippe, den Brüdern des kinderlos gestorbenen Marschalls, an Philipp III. verkauft. 1364 wurde sie zur Grafschaft erhoben und Jean III. de Grailly, Captal de Buch zu Lehen gegeben.
1404 gab Karl VI. Nemours an Karl III. d’Évreux, König von Navarra, und erhob das Gebiet zum Herzogtum und Pairie. Die Tochter Karls III., Beatrice, brachte das Herzogtum ihrem Mann, Jacques II. de Bourbon, Graf von La Marche in die Ehe, und durch die Heirat ihrer Tochter Eleanor mit Bernard d’Armagnac, Graf von Pardiac, kam sie zum Haus Armagnac.
Nachdem es mehrfach konfisziert und wiedererrichtet wurde, fiel das Herzogtum Nemours – nach Erlöschen des Hauses Armagnac-Pardiac – 1503 wieder an die Krone, worauf Ludwig XII. es 1507 seinem Neffen Gaston de Foix gab. Nach dessen Tod 1512 bei Ravenna vergab Franz I. es 1515 an Giuliano di Lorenzo de’ Medici, den Gemahl seiner Tante Philiberta von Savoyen.
1528 schon wieder erledigt, wurde es von Franz I. an Philipp von Savoyen, den Bruder seiner Mutter, verliehen. Die weiblichen Nachkommen des in männlicher Linie 1659 ausgestorbenen Hauses Savoyen-Nemours verkauften es 1666 an Ludwig XIV., der es 1672 seinem Bruder Philippe d’Orléans verlieh, dessen Nachkommen es bis zur Französischen Revolution 1789 besaßen.
König Louis-Philippe gab seinem zweiten Sohn, Louis, den Titel eines Herzogs von Nemours.
Im Rahmen der Februarrevolution 1848 wurde der Titel endgültig abgeschafft.

## Grafen von Nemours
- Jean III. de Grailly († 1376), Captal de Buch, 1364 Graf von Nemours

## Herzöge von Nemours
- 1404–1425: Karl III. d’Évreux (* 1361; † 1425), Herzog von Nemours, seit 1387 König von Navarra
  - Beatrice d’Évreux (* um 1392; † vor 1415), dessen Tochter; ⚭ Jacques II. de Bourbon-La Marche (* 1370; † 1438)
- 1425–1464: Éléonore de Bourbon (* 1412; † 1464), Herzogin von Nemours, Gräfin von La Marche und Castres, Tochter der vorigen; ⚭ Bernard d’Armagnac (1400–1456), Graf von Pardiac (Haus Lomagne)
- 1464–1477: Jacques d’Armagnac (1433–1477), Herzog von Nemours und Graf Pardiac, Teilnehmer an der Ligue du Bien public, Sohn der vorigen
- 1477–1487: Domaine royal
- 1484–1500: Jean d’Armagnac, Herzog von Nemours und Graf Pardiac, Sohn des vorigen
- 1500–1503: Louis d’Armagnac (1472–1503), Herzog von Nemours und Graf Pardiac, Bruder des vorigen
- 1503: Marguerite d’Armagnac († 1503), 1503 5. Herzogin von Nemours, Gräfin von Guise, Tochter von Jacques, 2. Herzog von Nemours; ⚭ Pierre I. de Rohan (1451–1513), Herr von Gié, Graf von Marle, Marschall von Frankreich, keine Nachkommen
- 1503–1504: Charlotte d’Armagnac († 1504), deren Schwester, 1503 6. Herzogin von Nemours, Gräfin von Guise; ⚭ 1504 Charles de Rohan, Sohn von Pierre I. de Rohan
- 1504–1512: Gaston de Foix (* 1489; † 1512), 1507 Herzog von Nemours, Neffe Ludwigs XII. (Haus Grailly)
- 1512–1516: Giuliano di Lorenzo de’ Medici (* 1479; † 1516)
- 1528–1533: Philippe de Savoie (* 1490; † 1533), Bischof von Genf, Sohn Philipps II. von Savoyen
- 1533–1585: Jacques de Savoie (* 1531; † 1585), Sohn des vorigen
- 1585–1595: Charles-Emmanuel de Savoie (* 1567; † 1595), Sohn des vorigen
- 1595–1632: Henri I. de Savoie (* 1572; † 1632), Bruder des vorigen
- 1632–1641: Louis de Savoie (* 1615; † 1641), Sohn des vorigen
- 1641–1652: Karl Amadeus von Savoyen (* 1624; † 1652), Bruder des vorigen
- 1652–1659: Henri II. (* 1625; † 1659), Erzbischof von Reims, Bruder des vorigen
- 1659–1689: Domaine royal
- 1689–1701: Philippe I. de Bourbon, duc d’Orléans (* 1640; † 1701)
- 1701–1723: Philippe II. de Bourbon, duc d’Orléans (* 1674; † 1723)
- 1723–1752: Louis I. de Bourbon, duc d’Orléans (* 1703; † 1752)
- 1752–1785: Louis Philippe I. de Bourbon, duc d’Orléans (* 1725; † 1785)
- 1785–1793: Louis-Philippe II. Joseph de Bourbon, duc d’Orléans (* 1747; † 1793)
- 1793–1830: Louis-Philippe I. (* 1773; † 1850), 1830–1848 König der Franzosen
- 1830–1848: Louis d’Orléans, duc de Nemours (* 1814; † 1896)

Der Herzog von Nemours im Roman Die Prinzessin von Clèves von Marie-Madeleine de La Fayette ist eine fiktive Figur.